# Resistencia judía durante el Holocausto

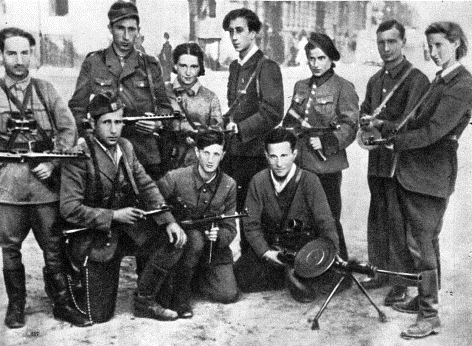
Miembros de la resistencia judía en el gueto de Vilna.

La resistencia judía durante el Holocausto fue un movimiento de resistencia de los judíos en contra de la Alemania nazi durante la Segunda Guerra Mundial. Debido a la cuidadosa organización y abrumador poderío militar del nazismo del Estado alemán y sus partidarios, muchos judíos fueron incapaces de resistir a los asesinatos. Sin embargo, hubo muchos casos de intento de resistencia de una forma u otra, y más de un centenar de levantamientos judíos armados.
Al comienzo de la ocupación, los judíos pensaron que al someterse a las leyes y ordenanzas alemanas, evitarían lo peor. Para que acepten su exclusión de muchas profesiones en Occidente, llevaban un signo distintivo (brazalete o una estrella amarilla), la concentración en los guetos, el trabajo forzado en las empresas que suministraban el ejército alemán etc. Los que tenían certificados de "judíos económicamente útiles" habían creído durante mucho tiempo que aquello los protegería del riesgo de arresto y deportación.
Desde el comienzo de la ocupación, los judíos tuvieron que librar una lucha diaria para sobrevivir. La mayor parte de la resistencia pasiva proviene de actos cotidianos e incluso de hábitos adquiridos. La mayor parte de la vida en el gueto fue la resistencia cultural y espiritual, como lo demuestra, por ejemplo, el establecimiento de escuelas clandestinas y el respeto de las obligaciones religiosas.

## Génesis y características
La Resistencia judía como tal no tuvo la génesis, la estructura ni la organización de otros grupos de resistencia como la Resistencia francesa o italiana, ni tampoco recibió ayuda externa ni contó con agentes de enlace entre los grupos de Inteligencia de los países libres, salvo Palestina, sino que ocurrió como una sublevación a factores altamente opresivos del régimen nazi en contra de las etnias consideradas subhumanas por los nazis. Estos factores fueron representados por acciones de los comandos Einsatzgruppen implementados por Reinhard Heydrich y las acciones de policía alemana (Fieldgendarmerie SS) en contra de los guetos en los territorios de la Alemania nazi.  
Muchos judíos polacos que lograron escapar se unieron en Francia para luchar formando l'Armée Juive o ejército judío, en español.

Si bien algunos judíos (Judenrat) eran conscientes de que no iban a salvar a todos del exterminio, lo hicieron para poder ayudar y salvar a cuantos fueran posible y para demostrar que no eran una etnia que se dejaba llevar a la muerte sin antes luchar. Cabe destacar que la inmensa mayoría de los judíos que fueron erradicados, hostilizados y encarcelados fueron llevados involuntariamente al exterminio bajo engaños bien elaborados y que el carácter de sublevación no se manifestó en la gran mayoría de ellos. Muchos judíos se refugiaron en los bosques fronterizos de Polonia, Bielorrusia y Francia tales como la región de Vilna, los bosques de Wyszkow, Novogrudok, Espinassier (Francia).

## Tipos de resistencia
En su libro El Holocausto: La tragedia judía, de Martin Gilbert se describen los tipos de resistencia: 
"En cada gueto, en todos los trenes de deportación, en cada campo de concentración, incluso en los campos de exterminio, la voluntad de resistir era fuerte, y adopto muchas formas. Con las pocas armas que se contaban, los actos individuales de desafío y protesta, el coraje para la obtención de alimentos y agua bajo amenaza de muerte, la necesidad de negarse a permitir que los alemanes gocen de su deseo privó más que el de pánico y desesperación.
Incluso la pasividad fue forma de resistencia. El morir con dignidad es una forma de resistencia. Para resistir a la desmoralización, la fuerza bruta del mal, que se nieguen a ser reducidas a la categoría de animales, para vivir a través del tormento, para sobrevivir a los verdugos, estos también son actos de resistencia. El mero hecho de dar testimonio de estos hechos fue, en definitiva, una contribución a la victoria. Simplemente sobrevivir fue una victoria del espíritu humano."
Esta opinión cuenta con el apoyo de Yehuda Bauer, que escribió que la resistencia a los nazis, no sólo fue oposición física, pero cualquier actividad que dio el pueblo judío a la dignidad humana de la forma más humillante y condiciones inhumanas. Bauer se opone a la idea popular de que la mayoría de los judíos fueron a la muerte pasivamente. El autor sostiene que, dadas las condiciones que los judíos de Europa Oriental tuvieron que soportar, lo que es sorprendente es que no hubo poca resistencia, sino más bien mucha.

### Resistencias pasivas
Otro hecho destacable fue la protesta de los Mischlinge o matrimonios mixtos judíos en Berlín en 1943, llamada las  
protestas de Rosenstraße que tuvo cierto grado de éxito al atraer a la opinión pública internacional.

### Resistencia en los campos de concentración
También hubo importantes esfuerzos de resistencia en tres de los campos de exterminio
- En agosto de 1943, un levantamiento tuvo lugar en el campo de exterminio de Treblinka. Muchos edificios fueron arrasados por el fuego, y 70 presos escaparon, pero otros 1500 fueron asesinados. Las operaciones de gaseamiento se interrumpieron durante un mes.

- En octubre de 1943, otro levantamiento tuvo lugar en el campo de exterminio de Sobibor . Este levantamiento tuvo más éxito; 11 comandantes oficiales de la SS, incluido el vicecomandante adjunto, murieron, y aproximadamente 300 de los 700 reclusos escaparon del campamento, con unos 50 supervivientes de guerra. Este escape obligó a los nazis a cerrar el campamento.

- El 7 de octubre de 1944, los Sonderkommandos (mantenidos separados del resto de los prisioneros de manera que no pudieran dar detalles sobre sus asignaciones, a fin de no alertar a los prisioneros que iban a ser exterminados, y obligados a trabajar en las cámaras de gas y crematorios) del campo de concentración de Auschwitz-Birkenau organizaron un levantamiento. Las reclusas habían pasado de contrabando explosivos de una fábrica de armas, y el Crematorio IV quedó parcialmente destruido por una gran explosión. En esta etapa se les unió el Kommando Birkenau Uno, que también superaron a sus guardias y escaparon del complejo. Fue entonces que el resto de los reclusos intentaron una fuga masiva, pero casi todos (unos 250) fueron asesinados poco después. (También existieron planes para un levantamiento general, en Auschwitz, coordinando un ataque aéreo Aliado y la resistencia polaca para un ataque desde el exterior.)

### Grupos partisanos
Los hermanos Bielski son los hechos más destacables de la llamada Resistencia judía en contra de la opresión nazi.
Hubo grupos de judíos partisanos que operaron en muchos países. Los judíos partisanos fueron más numerosos en Europa Oriental.

## Organizaciones
- American Jewish Joint Distribution Committee
- Antyfaszystowska Organizacja Bojowa
- Betar
- Fareinigte Partizaner Organizacje
- Hashomer Hatzair
- Comité Judío Antifascista
- Movimiento Juvenil Sionista
- Żydowska Organizacja Bojowa (Organización Judía de Combate)
- Żydowski Związek Wojskowy (Unión Militar Judía)

## Fuerzas de Resistencia Judía

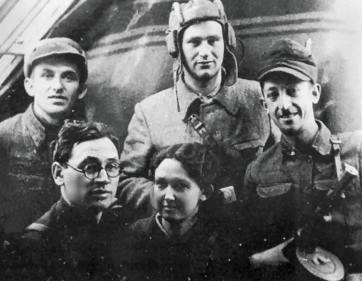
Bielorrusia, 1943. Un grupo de partisanos judíos de la Brigada Chkalov.

- Mordechaj Anielewicz
- Yitzhak Arad
- Bielski partisans
- Masha Bruskina
- Eugenio Caló
- Franco Cesana
- Icchak Cukierman
- Szymon Datner
- Marek Edelman
- Abba Kovner
- Zivia Lubetkin
- Dov Lopatyn
- Moša Pijade
- Haviva Reik
- Hannah Szenes
- Shalom Yoran
- Simcha Zorin